# Gatsometer

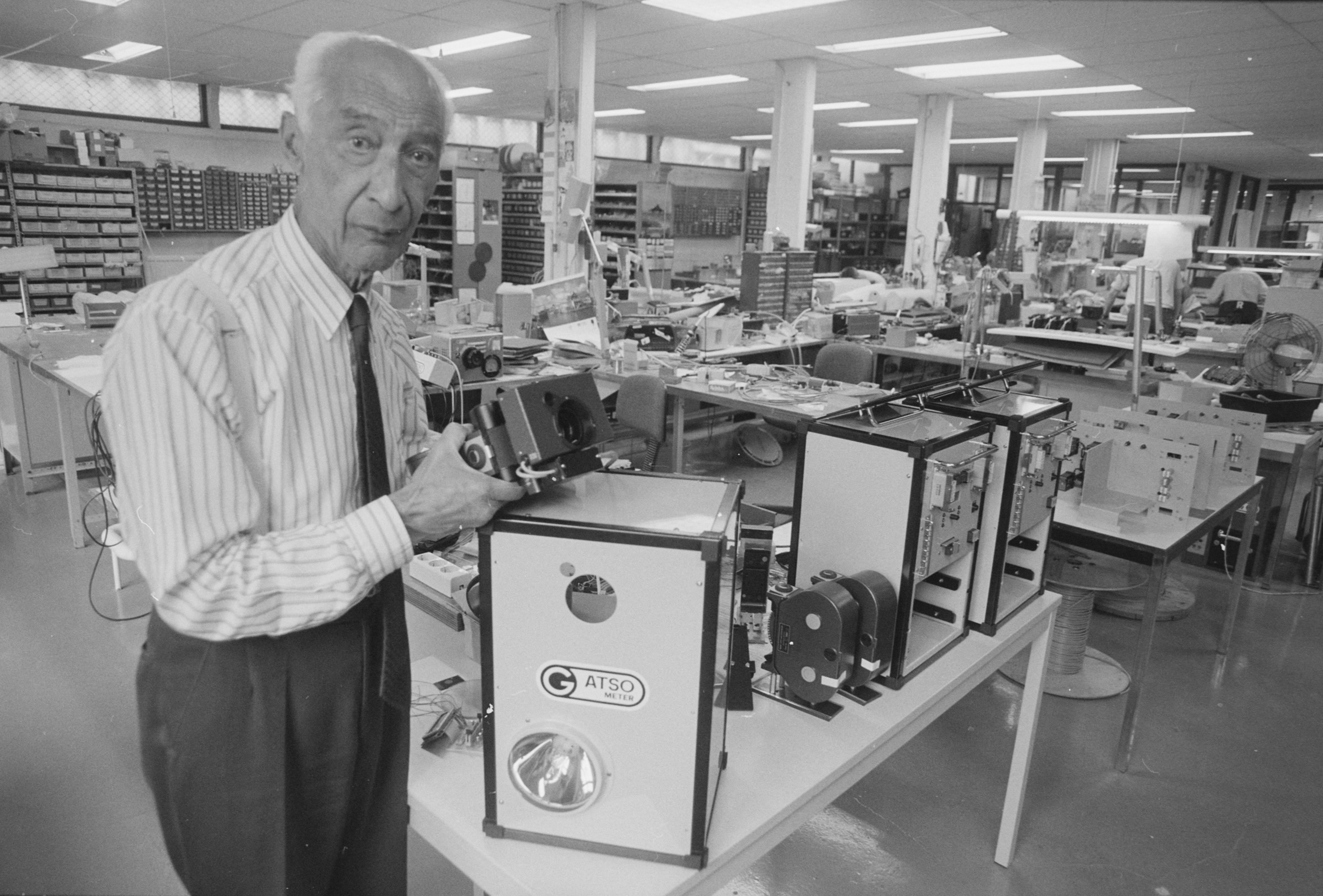
Maus Gatsonides bij fabricage van de Gatsometer RLC36 in 1992

Gatsometer BV was een Nederlands bedrijf dat onder andere flitspalen produceerde waarmee snelheidsovertredingen konden worden vastgesteld. Het bedrijf werd in 2015 overgenomen door Sensys, een Zweeds bedrijf, en vormt nu deel uit van de Sensys Gatso Group.
Het bedrijf werd in 1958 opgericht door de Nederlandse rallyrijder Maus Gatsonides, en was gevestigd te Haarlem. De eerste klant was het politiekorps van Velsen. Gatsometer BV werd tot de overname geleid door Timo en Niki Gatsonides, kleinzonen van de oprichter.

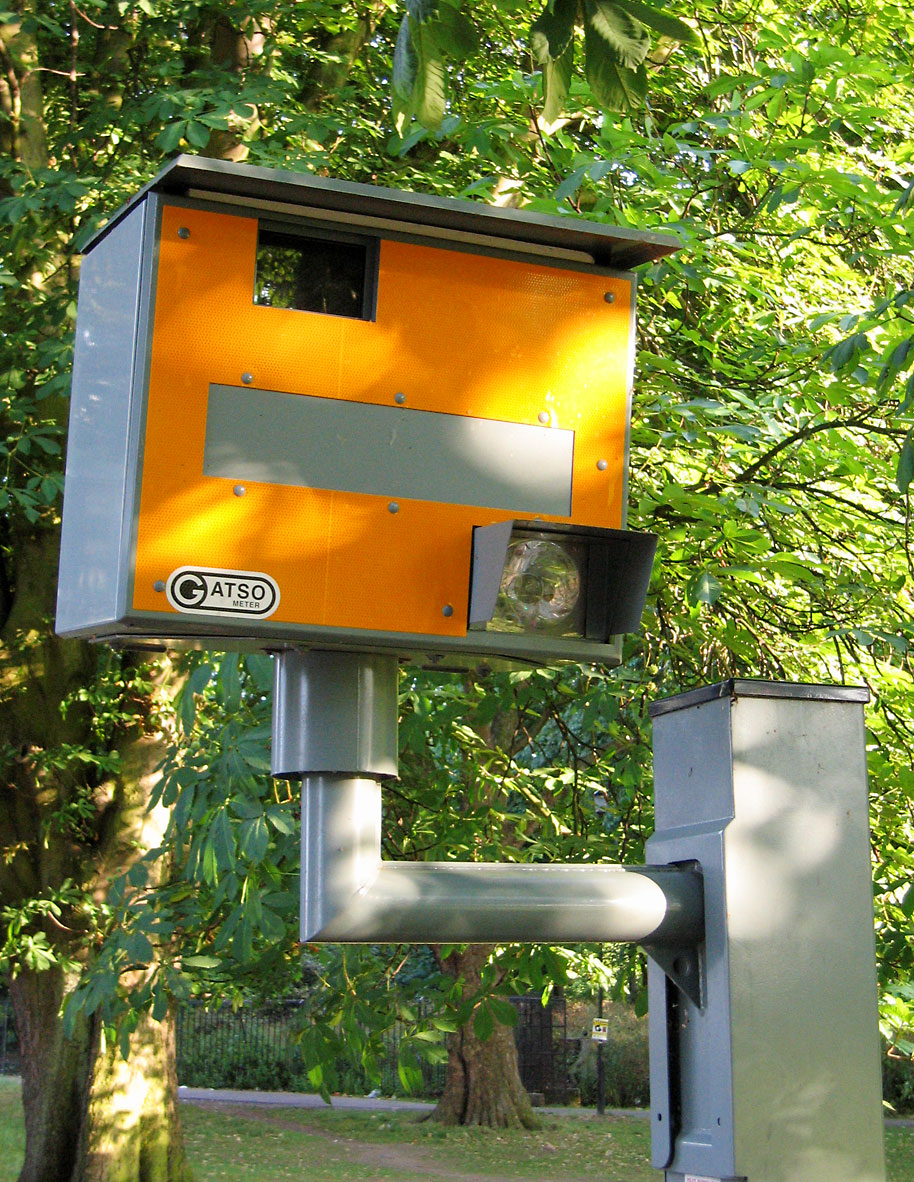
Flitspaal van Gatsometer

Naast de zogeheten flitspalen maakte Gatsometer ook apparatuur die gebruikt werd bij rekeningrijden, trajectcontrole, zwembaden, en voor automatische kentekenplaatherkenning. De producten werden wereldwijd verkocht. De grootste concurrent van Gatsometer was het Zwitserse Multanova. 